# Wacław Calewski
Wacław Calewski (ur. 14 grudnia 1893 w Piekutach, zm. wiosną 1940 w Charkowie) – major kawalerii Wojska Polskiego, działacz niepodległościowy, kawaler Orderu Virtuti Militari, ofiara zbrodni katyńskiej.

## Życiorys
Urodził się 14 grudnia 1893 w ówczesnym powiecie mazowieckim guberni łomżyńskiej jako syn Józefa i Leokadii z Kamieńskich. W 1904 rozpoczął naukę w rosyjskim gimnazjum w Łomży. Z chwilą rozpoczęcia strajku szkolnego przeniósł się do polskiej Szkoły Handlowej w tym samym mieście. W 1908 wyjechał do Rosji, gdzie uczył się prywatnie. W 1911 w Woroneżu zdał maturę.
Należał do Związku Strzeleckiego, a następnie do POW. 5 sierpnia 1915 wstąpił do Legionów Polskich i służył w 1 pułku ułanów. Z pułkiem Bieliny przebył całą kampanię 1915/1916. Od 5 lutego do 31 marca 1917 był słuchaczem kawaleryjskiego kursu oficerskiego przy 1 puł w Ostrołęce. Kurs ukończył z wynikiem dostatecznym. Posiadał wówczas stopień starszego ułana. Latem tego roku, po kryzysie przysięgowym, został internowany w Szczypiornie, a później w Łomży. Następnie służył w Polnische Wehrmacht.
Po zakończeniu wojny został przyjęty do Wojska Polskiego i zweryfikowany do stopnia podporucznika ze starszeństwem z dniem 1 czerwca 1919 i przydzielony do 1 pułku szwoleżerów. 27 maja 1920 por. Calewski, będąc dowódcą plutonu kaemów, w dużym stopniu przyczynił się do zdobycia stacji Mielni. Podczas kontrataków nieprzyjaciela wytrwał na wysuniętej placówce w ciężkim obstrzale pociągów pancernych wroga. Wycofał się dopiero z powodu braku amunicji. Za ten czyn został odznaczony Orderem Virtuti Militari.
W 1922 ukończył Centrum Wyszkolenia Kawalerii w Grudziądzu oraz Centralną Szkołę Strzelań w Toruniu. Z dniem 15 sierpnia 1924 został mianowany rotmistrzem. Następnie pełnił służbę w 1 pułku szwoleżerów Józefa Piłsudskiego w Warszawie. Z dniem 15 września 1928 został przeniesiony do Gabinetu Wojskowego Prezydenta Rzeczypospolitej na stanowisko adiutanta przybocznego. 28 stycznia 1931 został przeniesiony do 1 pszw, a 26 marca tego roku do Korpusu Ochrony Pogranicza. Pełnił służbę w Dowództwie KOP w Warszawie na stanowisku referenta. 23 marca 1932 został przeniesiony z KOP do 1 pszw z równoczesnym przydziałem do Departamentu Kawalerii Ministerstwa Spraw Wojskowych do dnia 30 kwietnia 1932. 12 marca 1933 został mianowany majorem ze starszeństwem z dniem 1 stycznia 1933 i 7. lokatą w korpusie oficerów kawalerii. 28 września 1933 został przeniesiony do 26 pułku ułanów wielkopolskich na stanowisko dowódcy szwadronu zapasowego w Łukowie.
W czasie kampanii wrześniowej 1939 służył jako zastępca dowódcy Oddziału Kawalerii ppłk. Wisłockiego. Po agresji ZSRR na Polskę w nieznanych okolicznościach dostał się do niewoli sowieckiej. Przebywał w obozie w Starobielsku. Wiosną 1940 został zamordowany przez funkcjonariuszy NKWD w Charkowie i pogrzebany potajemnie w bezimiennej mogile zbiorowej w Piatichatkach, gdzie od 17 czerwca 2000 mieści się oficjalnie Cmentarz Ofiar Totalitaryzmu w Charkowie. Figuruje na Liście Starobielskiej NKWD, pod poz. 3630.
Był żonaty, miał córkę Ewę Jolantę (ur. 28 października 1931).

## Upamiętnienie
- 5 października 2007 minister obrony narodowej Aleksander Szczygło mianował go pośmiertnie na stopień podpułkownika[18][19][20]. Awans został ogłoszony 9 listopada 2007 w Warszawie, w trakcie uroczystości „Katyń Pamiętamy – Uczcijmy Pamięć Bohaterów”[21][22][23].

## Ordery i odznaczenia
- Krzyż Srebrny Orderu Wojskowego Virtuti Militari nr 4322 – 29 października 1921[24]
- Krzyż Niepodległości – 20 stycznia 1931 „za pracę w dziele odzyskania niepodległości”[25]
- Krzyż Walecznych czterokrotnie (po raz 1, 2 i 3 w 1921[26])
- Złoty Krzyż Zasługi – 25 maja 1939 „za zasługi w służbie wojskowej”[27]
- Srebrny Krzyż Zasługi po raz drugi – 2 lipca 1930 „za zasługi położone na stanowisku adiutanta przybocznego Prezydenta Rzeczypospolitej”[28]
- Srebrny Krzyż Zasługi po raz pierwszy – 10 listopada 1928 „w uznaniu zasług położonych na polu pracy w poszczególnych działach wojskowości”[29]
- Medal Pamiątkowy za Wojnę 1918–1921
- Medal Dziesięciolecia Odzyskanej Niepodległości
- Odznaka za Rany i Kontuzje z dwiema gwiazdkami[30]
- Krzyż Kawalerski Orderu Gwiazdy Rumunii